# Eusterinx oligomera
Eusterinx oligomera là một loài tò vò trong họ Ichneumonidae.